# Балада про Кейбл Хог
«Балада про Кейбле Хога» (англ. The Ballad of Cable Hogue) — вестерн Сема Пекінпи. Прем'єра відбулася 13 травня 1970 року.

## Сюжет
Золотошукач Кейбл Хог покинутий в аризонській пустелі двома своїми напарниками, Теггартом та Боуеном. На нього чекає неминуча смерть. За чотири дні, на порозі загибелі, він несподівано натрапляє на джерело води, єдине на шляху між двома містами. Хог вирішує оселитися на цьому місці та відкрити свою справу. Його перший відвідувач, преподобний Джошуа Дункан Слоун, стає його партнером; оазис отримує назву Кейбл-Спрінгс. Навідуючись у місто, Хог проводить час із місцевою повією Хільді; поступово вони розвиваються романтичні стосунки. Але одного разу на Кейбл-Спрінгс заїжджають Теґґарт та Боуен.

## У ролях
- Джейсон Робардс — Кейбл Хог
- Стелла Стівенс — Хільді
- Девід Уорнер — Джошуа
- Строзер Мартін — Боуен
- Л. К. Джонс — Теггарт
- Слім Пікенс — Бен Фейрчайлд
- Пітер Вітні — Кушинг
- Р. Г. Армстронг — Куіттнер
- Джин Еванс — Кліт.

## Історія створення
Пекінпа розпочав знімання фільму майже відразу ж після завершення «Дикої банди». Знімання ускладнювалися поганою погодою (натурні епізоди знімалися в пустелі Невади) і алкоголізмом Пекінпи, що відновився. Він безцеремонно звільнив 36 членів знімальної групи. Коли погода ставала неможливою для знімань, вся група вирушала до місцевого бару, витративши загалом $70,000. Знімальний період було перевищено на 19 днів, а бюджет — на 3 млн доларів, що призвело до розриву Warner Bros. з Пекінпою. Як показав час, це був серйозний удар по його кар'єрі: тоді на студії розроблялися такі успішні проєкти, як «Порятунок» та «Єремія Джонсон», і Пекінпа був основним кандидатом на постановку обох фільмів.  Пекінпа був змушений виїхати в Англію для роботи над одним із найпохмуріших його фільмів — «Солом'яні пси».

## Визнання
Фільм, який провалився в рік виходу в американському прокаті, нещодавно був переоцінений. На думку критиків, «Балада про Кейбле Хога» є доказом того, що Пекінпа був здатний зняти нетрадиційний та оригінальний фільм, не вдаючись до зображення крайньої жорстокості. Сам Пекінпа нерідко називав «Баладу» однією зі своїх улюблених робіт.
Як і інші вестерни Пекінпи («Скачі по високогір'ю», «Дика банда», «Пет Герретт і Біллі Кід»), «Баладу про Кейбл Хог» відносять до категорії фільмів про «смерть Заходу», що показують перехід до сучасної цивілізації.